# Netolice
Netolice è una città della Repubblica Ceca facente parte del distretto di Prachatice, in Boemia Meridionale.

## Monumenti e luoghi d'interesse

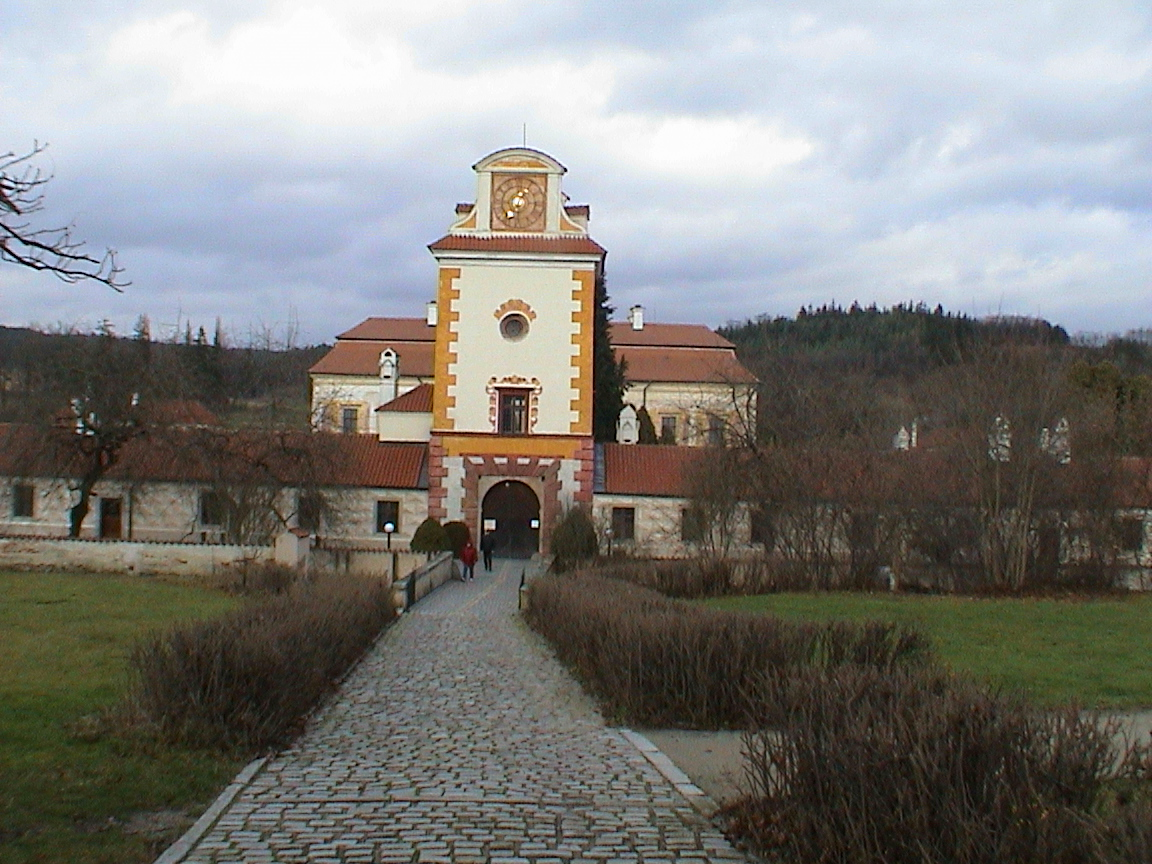
Ingresso al castello

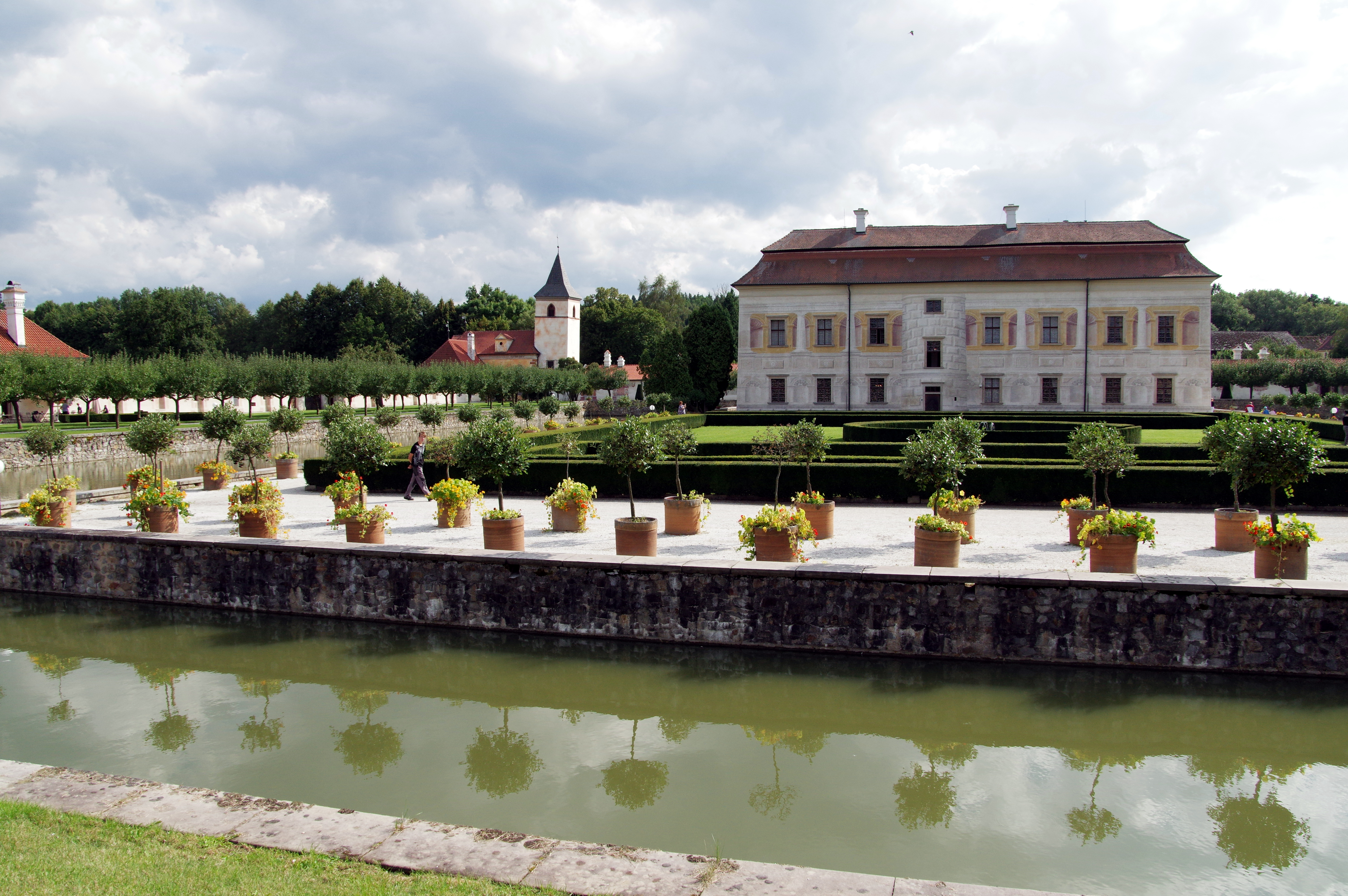
Vista dai giardini

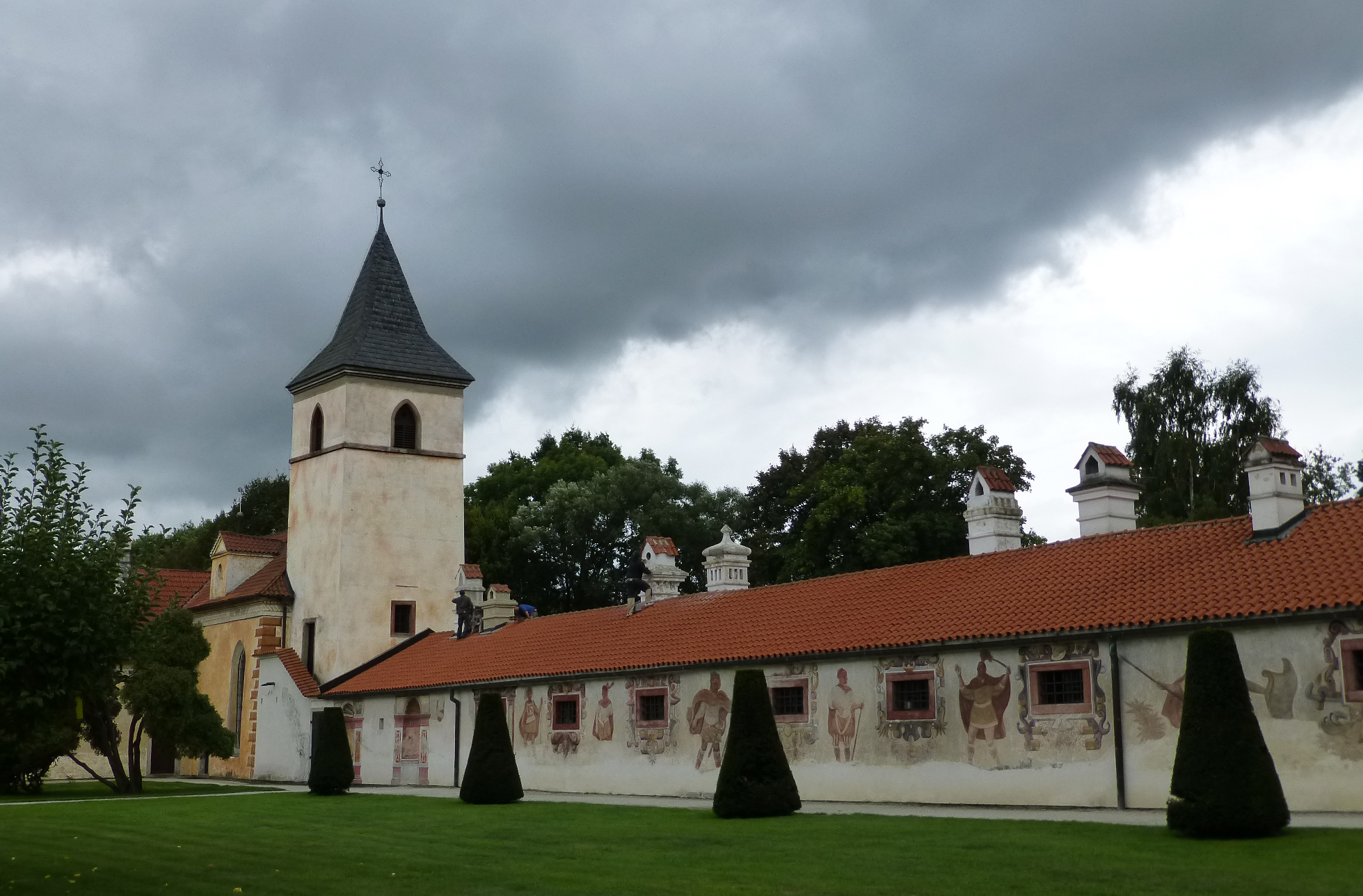
Affreschi sul muro esterno

- Castello di Kratochvíle. È una residenza estiva rinascimentale edificata dopo l'anno 1583 secondo il modello delle ville italiane, dall'architetto di corte Baldassare Maggi,[3] originario di Arogno, per Guglielmo di Rosenberg.[4]

Gli interni furono decorati dalle pitture murali e dai ricchi stucchi di Antonio Melana e Georg Widmann.
Il giardino rinascimentale con il fossato è tornato al suo antico splendore dopo un accurato restauro.